# عيون بلا وجه (فلم)
عيون بلا وجه (بالفرنسية: Les Yeux sans visage) فيلم دراما ورعب فرنسي لعام 1960 شارك في كتابته وأخرجه جورج فرانجو. الفيلم إنتاج فرنسي إيطالي مشترك، بطولة بيير براسور وأليدا فالي، استنادًا إلى رواية تحمل نفس الاسم للكاتب جان ريدون، تدور أحداث الفيلم حول جراح تجميل مصمم على إجراء عملية زرع وجه لابنته التي أصيبت بتشوه في حادث سيارة. أثناء إنتاج الفيلم، تم وضع مواصفات ومعايير الرقابة الأوروبية على الأفلام، من خلال تحديد النغمة الصحيحة وتقليل الدماء والقضاء على شخصية العالم المجنون. على الرغم من أن الفيلم مر عبر الرقابة الأوروبية، إلا أن صدور الفيلم في أوروبا أثار جدلاً مع ذلك، وتراوحت ردود الفعل الحرجة بين المديح والاشمئزاز. حصل الفيلم على الإصدار الأمريكي لأول مرة بعد حذف بعض المشاهد ومدبلج في عام 1962 تحت عنوان «غرفة الرعب للدكتور فاوستس The Horror Chamber of Dr. Faustus».
كان الاستقبال النقدي الأولي للفيلم ليس إيجابيًا بشكل صريح، لكن إعادة إصدار في دور العرض، والفيديو المنزلي اللاحق حسّن من سمعته. يمتدح النقاد المعاصرون الفيلم لطبيعته الشعرية بالإضافة إلى كونه له تأثيرًا ملحوظًا على صانعي الأفلام الآخرين.

## طاقم التمثيل
بيير براسور: في دور دكتور جينسيه
أليدا فالي: في دور لويز
جولييت مينيل: في دور  إيدنا جروبر
إديث سكوب: في دور كريستيان جينيسييه
فرانسوا غيران: في دور دكتور جاك فيرنون
الكسندر ريجنولت: في دور  المفتش الببغاء
بياتريس الطريبة: في دور بوليت ميرودون
كلود براسور: في دور مفتش
تشارلز بلافيت: في دور الرجل في الحديقة
ميشيل إتشيفري: في دور دكتور ليرمينير
إيفيت إتيفانت: في دور والدة الطفل المريض
رينيه جينين: في دور هنري تيسو
لوسيان هوبير: في دور رجل في الجنازة
مارسيل بيريس: في دور رجل في الجنازة

## أحداث الفيلم
تقود امرأة سيارة في الليل خارج باريس، وعلى ضفة النهر تلقي بجثة. يتعرف الدكتور جينيسييه بعد استعادة الجثة، على رفات ابنته المفقودة، كريستيان جينيسييه، التي تشوه وجهها بشكل مروّع في حادث سيارة وقع قبل اختفائها، والذي كان هو مسؤولاً عنه. يعيش الدكتور جينسيه في قصر كبير بجوار عيادته، مع العديد من الكلاب الألمانية في أقفاص كبيرة.
يعود الدكتور جينيسيه ومساعدته لويز بعد جنازة كريستيان، والمساعدة لويز هي نفسها المرأة التي تخلصت من الجثة في وقت سابق. يكون في انتظارهم في البيت كريستيان الحقيقية مخبأة. كان الجسد يخص امرأة شابة توفيت بعد محاولة الدكتور جينيسييه الفاشلة لتطعيم وجهها بوجه ابنته. يصر الدكتور جينيسييه على استعادة وجه ابنته كريستيان، كما يصر على أن ترتدي قناعًا لتغطية تشوهها. بعد أن يغادر والدها الغرفة، تتصل كريستيان بخطيبها جاك فيرنون، الذي يعمل مع الدكتور جينيسييه في عيادته، ولكنه ينهي المكالمة دون أن ينبس ببنت شفة.
ينجح الطبيب أخيراً في ترقيع الجلد على وجه ابنته، من وجه الفتاة إدنا التي استدرجتها المساعدة لويز. يصبح وجه الفتاة إدنا مجهول رغماً عنها، بعد نزع الجلد منه، وتهرب إدنا، لكنها تسقط من نافذة الطابق العلوي. يتم التخلص من جثة إدنا، ويلاحظ جينيسييه عيوبًا في وجه كريستيان، ويسوء أكثر في غضون أيام. يرفض وجه كريستيان الأنسجة الجديدة، وعليها أن تلجأ إلى لبس قناعها مرة أخرى.
تبدأ الشرطة في تحقيقات عن اختفاء العديد من الشابات ذوات العيون الزرقاء وخصائص الوجه المتشابهة. تشتبه الشرطة بامرأة ترتدي قلادة من اللؤلؤ، والتي هي لويز.
تتطور الأحداث ويزداد شعور كريستيان بتأنيب الضمير، وتقوم بتحرير فتاة كانت على وشك الخضوع لجراحة لأخذ جلد وجهها. يهاجم إحدى الكلاب الألمانية والذي حصل عليه الدكتور جينيسييه مؤخراً، وتحذو باقي الكلاب حذوه وقد شعروا بالجنون بسبب الألم والحبس، وتهاجم الكلاب جينيسييه حتى الموت. تبدو كريستيان غير متأثرة بوفاة والدها، وتسير ببطء في الغابة لا تلوي على شيء.

## إصدار الفيلم
اكتمل تصوير فيلم «عيون بلا وجه» في عام 1959، وعرض لأول مرة في باريس في 2 مارس 1960، وعلى الرغم من الحصول على التصريح بالعرض من خلال الرقابة الأوروبية، تسبب الفيلم في جدل حول صدوره في أوروبا. علقت المجلة الإخبارية الفرنسية ليكسبريس أن الجمهور تساقط كالذباب خلال مشهد تغيير جلود الوجه، وأثناء عرض الفيلم في مهرجان أدنبرة السينمائي لعام 1960، سقط سبعة من الجمهور في حالة إغماء، ورد المخرج فرانجو: «الآن أعرف لماذا يرتدي الاسكتلنديون التنانير».
صدر الفيلم في الولايات المتحدة عام 1962، بعد حذف بعض المشاهد وعمل دوبلاج، وأيضا تغيير عنوان الفيلم إلى «غرفة الدكتور فاوستس للرعب The Horror Chamber of Dr. Faustus». شمل الحذف أجزاء من مشهد نزع الجلد وإعادة زرعه على وجه الفتاة، بالإضافة إلى مشاهد تُظهر الجانب الإنساني للدكتور جينيسيير، مثل رعايته وعطفه لطفل صغير في عيادته. اعترف الموزعون بالجدارة الفنية للفيلم وعزفوا على هذا العنصر في الترويج بإعلان يقتبس تصريحات لندن أوبزرفر الإيجابية حول الفيلم ويشير إلى عرضه في مهرجان أدنبرة السينمائي.
اعيد إصدار الفيلم في المسرح السينمائي الوطني في لندن في سبتمبر 1986، وفي السينماتيك الفرنسية Cinémathèque Française (منظمة أفلام فرنسية غير ربحية)، للاحتفال بالذكرى الخمسين لأرشيف الفيلم في فرنسا، نظرًا لأن المخرج فرانجو كان الشريك المؤسس للأرشيف، وبدأت سمعة الفيلم النقدية في التحسن بشكل كبير. كان رد النقاد الفرنسيين على الفيلم أكثر إيجابية بشكل ملحوظ مما كان عليه في الإصدار الأصلي، حيث وصف رئيس التحرير السابق لمجلة «كاييه دو سينما» سيرج داني الفيلم بأنه «أعجوبة».
أعيد عرض الفيلم، في شكله الأصلي دون أي حذف، في دور العرض الأمريكية في 31 أكتوبر 2003.

## استقبال الفيلم
كانت استجابة النقاد الفرنسيين العامة معتدلة في الإصدار الأولي للفيلم، تراوحت بين الحماس المعتدل إلى الازدراء العام أو خيبة الأمل. رد المخرج جورج فرانجو على تعليقات النقاد كثيراً، وهو يطالبهم ان يؤخذ الفيلم على محمل الجد. وصفت الناقدة البريطانية إيزابيل كويجلي، في الصحيفة الاسبوعية ذي سبيكتايتور، الفيلم بأنه أسوأ فيلم منذ أن بدأت نقد الأفلام. كتبت مجلة فارايتي نقداً سلبياً، مع الإشارة على وجه التحديد إلى أن «التمثيل المتقلب، بالإضافة إلى شرح الشخصيات والدوافع، وتكرار التأثيرات يفقد التأثير الأولي، والتقدم غير الواضح والاتجاه المتثاقل يعطي الفيلم جوًا قديمًا». رأت نشرة الفيلم الإنجليزي الشهرية أنه «عندما يصنع مخرج متميز مثل جورج فرانجو فيلم رعب... لا يسع المرء إلا أن يشعر بالإغراء للبحث عن رموز أو قصة رمزية أو طبقات أو تفسير. وللأسف لا يوجد شيء عمليًا في هذا العمل غير الكفؤ لتقديم أي تشجيع للقيام بذلك».
منح موقع الطماطم الفاسدة الفيلم تقييم مقداره 98% بناء على آراء 54 ناقد سينمائي، وكتب الإجماع النقدي للموقع: «قصة مروعة عن الذنب والهوس، عيون بلا وجه تقشعر لها الأبدان، وهو خيالي شاعري اليوم كما كان في عام 1959».

## روابط خارجية
- مقالات تستعمل روابط فنية بلا صلة مع ويكي بيانات